# Рабочая пятилетка (жилой дом)
Жилой дом «Рабочая пятилетка» — зигзагообразное здание в стиле конструктивизма, построенное в 1930 году.
Располагался в Центральном районе Новосибирска по адресу улица Каменская, 18. Снесён в январе 2019 года.

## История
В 1930 году ЖАКТ «Рабочая пятилетка» возводит на Каменской улице здание на 250 человек. Первоначально проект предусматривал строительство комплекса из восьми домов-коммун с продуктовыми складами, общей прачечной, столовой, здесь планировалось разместить людей по возрастным группам, однако построено было только одно это здание. В этом же, 1930 году, вышло постановление ЦК ВКП(б) о вреде «форсированного обобществления быта», и уже построенное здание было переделано в обыкновенный многоквартирный дом.

### Снос здания
5 января 2019 года около девяти часов утра начался снос здания. В этот же час к зданию подъехал историк архитектуры конструктивизма Олег Викторович и потребовал остановить демонтажные работы, вызвав сотрудников полиции, которые прибыли на место примерно в 09:50 и приказали работникам «прекратить немедленно снос».
Несмотря на то, что жильцы соседнего дома пытались предотвратить разрушение исторического здания, работы продолжились и вскоре были завершены.